# Cinema da Colômbia

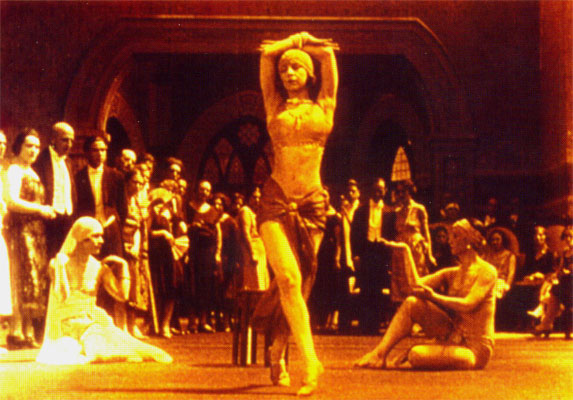
Fotograma do filme: Garras de oro (1926).

O termo Cinema da Colômbia ou cinema colombiano engloba, em um sentido amplo, as produções cinematográficas realizadas na Colômbia ou consideradas colombianas por outras razões. O cinema colombiano, como qualquer cinema nacional, é um processo histórico com uma dimensão industrial e artística.
O cinema colombiano não tem logrado ser rentável como indústria ao longo de sua historia, o que tem impedido que exista continuamente sua produção e no emprego de realizadores e técnicos. Durante as primeiras décadas do século XX existiram algumas campanhas que tentaram manter um nível constante de produção, mas a falta de apoio econômico e a forte competência estrangeira terminaram por estragar as iniciativas. Nos anos 1980 a recém criada Companhia de Fomento Cinematográfico (FOCINE) de caráter estatal, permitiu que se realizaram algumas produções. No entanto, a companhia teve que ser liquidada a princípios dos anos 1990. Na atualidade se vive uma crescente atividade cinematográfica graças a Lei de Cinema aprovada no ano 2003 que tem permitido que no país renasça a iniciativa arredor da atividade cinematográfica.

## História
A historia do cinema na Colômbia inicia-se em 1897 quando se registra a chegada do cinematógrafo ao país. Apenas dois anos antes, o aparato dos Irmãos Lumière havia feito sua lendária aparição pública em Paris e com a recente euforia ocasionada arredor do mundo pela aparição do invento, muitos camêrografos estrangeiros se voltaram com suas câmeras em busca de novas paisagens por descobrir, desta forma se conhece que alguns excursionaram em território colombiano naquele ano onde se realizaram exibições inicialmente na cidade de Colón, por então era cidade colombiana; dali passou a Barranquilla logo para Bucaramanga para chegar mais tarde na capital Bogotá onde em agosto desse mesmo ano foi apresentado em sociedade no Teatro Municipal, que estava localizado na Estrada 8 e foi posteriormente demolido.

### Inícios
Pouco depois da introdução do cinema no país se desata a Guerra dos Mil Dias pelo que as primeiras produções tem que esperar até o fim do conflito civil para sair para a luz, em um principio as produções cinematográficas do país se limitavam a capturar paisagens e momentos da vida nacional e a exibição de filmes estrangeiros era dominada pelos Irmãos Di Doménico proprietários do Salão Olympia de Bogotá, quem também produziriam o primeiro filme documentário "O drama do quinze de Outubro" que narra o assassinato do general Rafael Uribe Uribe desatando uma grande polêmica. 

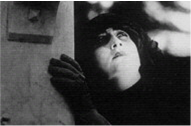
Fotograma de la película: Bajo el cielo antioqueño (1924 -1925).

### O cinema mudo
Durante os primeiros anos os realizadores do cinema se dedicavam a fazer filmagens de paisagens e reportagens noticiosas para sua exibição pública e só em 1922, aparece o primeiro longa-metragem de ficção chamado "María" (do qual hoje não existem copias) dirigida por Máximo Calvo Olmedo um imigrante espanhol que trabalhava como distribuidor de cinema no Panamá e foi contratado para viajar para Cáli onde realizaria o filme baseado na novela homônima de Jorge Isaacs. 
Outro dos pioneiros do cinema na Colômbia foi Arturo Acevedo Vallarino um produtor e diretor de teatro antioqueno que vivia de fazer obras de teatro em Bogotá, ante a crise que se desatou nesta atividade pela chegada do cinema, Acevedo decidiu fundar a companhia Acevedo e Hijos casa produtora de maior duração e continuidade dentro da historia do cinema colombiano com 23 anos de existência (1923 a 1946) sendo a única que sobreviveria a crise dos anos 1930, dessa produtora realizaria o primeiro longa-metragem em 1924 chamado "A tragédia do silencio" dirigido pelo próprio Arturo Acevedo que em 1928 realizaria um segundo longa-metragem que é um dos poucos que tem sobrevivido dentro dos primeiros anos da cinematografia no país até nossos dias titulado Bajo el cielo antioqueño, o qual se realizou mais como um capricho da classe burguesa da época, financiada pelo magnata Gonzalo Mejía, que como uma realização com pretensões comerciais ou artísticas ainda alcançou uma importante e inesperada aceitação do público; no entanto o filme refletia o caráter da época o qual vinha apresentado determinadas características comuns não apenas no cinema senão nas demais artes para as quais se lhes acusava de apresentar certa despreocupação ou evasão da dura realidade pela que estava atravessando o país que se recuperava de devastadoras guerras civis e da perda do canal de Panamá; em contraste a isto, as artes em geral se preocupavam principalmente de três aspectos algo superficiais: o paisagismo, o folclorismo e o nacionalismo, com algumas exceções sobre todo na literatura, mas que não eram externas ao cinema para exceção de alguns filmes como Garras de oro (1926) que abordava o polêmico tema da Separação de Panamá de Colômbia em 1914 criticando o papel dos Estados Unidos na tomada. 

### Crise da década de 1930

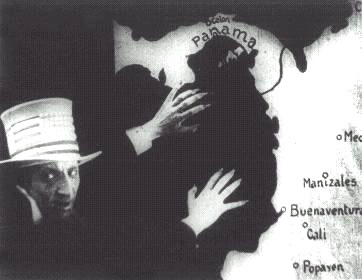
Fotograma do filme: Garras de oro (1926).

Por trás o que parecia uma florescente indústria, no ano 1928 a empresa Cine Colômbia comprou os estúdios dos Irmãos Di Domenico fechando os únicos laboratórios existentes na Colômbia para dedicar-se unicamente a exibição de filmes estrangeiros que lhe proporcionavam bons dividendos com o que se aniquilou de imediato a produção nacional. Foi assim como desde 1928 até 1940 na Colômbia não se produziu nem um apenas longa-metragem (a exceção de Ao som das guitarras de Alberto Santana, que nunca foi estreado). Deste período sobrevivem, não obstante, numerosos curtas-metragens documentais ou noticiosos realizados por Acevedo e Hijos.
A transição do cinema mudo ao cinema sonoro, que se iniciou em todo o mundo em 1927, agravou o atraso tecnológico que afetava aos produtores colombianos. O cinema sonoro era muito mais custoso e complicado de fazer, e as companhias locais não estavam em condições de competir com os filmes de Hollywood, que ofereciam aos distribuidores grande perfeição técnica, bilheteria confiável e preços muito baixos já que a inversão se livra no mercado estado-unidense. A isto se soma a competência do cinema argentino e mexicano, que atravessavam suas "idades do ouro". No entanto, foi esse mesmo exemplo de êxito de outros países latino-americanos o que incentivou alguns empresários para provar sua sorte na produção no cinema colombiano. Entre 1941 e 1945 se estrearam dez longas-metragens de ficção colombianos, realizados por quatro campanhas:
- Ducrane Films: Dirigida por Oswaldo Duperly, um empresário bogotano que havia vivido nos Estados Unidos. Iniciaram em 1939 realizando curtas publicitários e noticiários, para logo produzir Allá en el Trapiche (1943), Golpe de Gracia (1944), e Sendero de Luz (1945).

- Calvo Film Company: Dirigida pelo espanhol Máximo Calvo, que havia chegado a Colombia em tempos do cinema mudo para dirigir uma adaptação da novela María (1922). Realizou Flores del Valle (1941) e Castigo del Fanfarrón (1945)

- Patria Films: Formada pelos atores chilenos da companhia de variedades Álvarez-Sierra. Participaram em Allá en el Trapiche, e produziram Antonia Santos (1944), Bambucos y Corazones (1945), e El sereno de Bogotá (1945).

- Cofilma : Companha antioquenha formada por investidores locais. Produziram Anarkos (1944) e La canción de mi tierra (1945)

É probavel que  Allá en el Trapiche seja o único filme deste período que permitiu a seus produtores recuperar o investimento. O segundo governo de Alfonso López Pumarejo aprovou em 1942 a Lei Novena, que estabelecia insenções tarifarias e de impostos para fomentar a produção. Ainda esta lei não chegou a aplicar-se efetivamente em beneficio das companhias colombianas, sentou um precedente de (débil) proteção estatal ao cinema. Todas as empresas terminaram na falência e passou uma década antes de que alguém se arriscara de novo a produzir um longa-metragem.
A falta de oportunidades comerciais e apoio estatal não impediu que nos anos 1950 se ensaiaram distintos modelos de produção. Quisá o mais interessante foi o curta-metragem surrealista La langosta azul (1954), produzido por um grupo de artistas da costa Atlântica entre quem se contavam Gabriel García Márquez e Enrique Grau. Ainda estes artistas não seguiram trabalhando no meio cinematográfico, García Márquez continuaria colaborando mais adiante em vários projetos como guionista, atividade que desenvolvia na atualidade. Outro dos artistas que tentariam infrutuosamente lograr desenvolver uma carreira cinematográfica no país foi Fernando Vallejo, que durante a década de 1980 tentou realizar produções cinematográficas que não apenas não lograram apoio estatal e que foram censuradas. Apesar de que Vallejo tentava retratar em seus filmes a problemática da violência nacional, teve que realizar-las no México.

### Cinema da Pornô-miséria

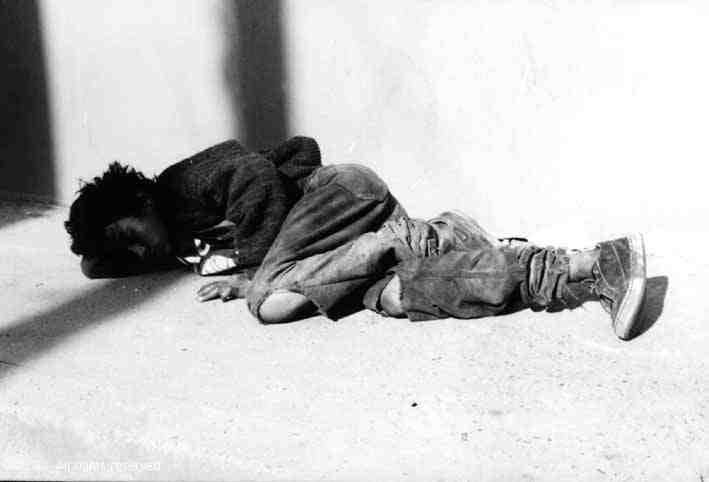
Criança de rua, uma das típicas cenas aproveitadas pela Pornô-miseria nos anos 1970.

O cinema da Pornô-miséria foi o termo que se usou pela crítica na Colômbia durante os anos 1970 para denominar a aquele cinema que se valia da pobreza e a miséria humana para fazer dinheiro e conseguir reconhecimento internacional. A intenção não era criticar o cinema que relatava a realidade senão notar a aqueles realizadores que, com ânsia oportunista e escasso compromisso social, se aventuravam a filmar cenas sensacionalistas que eram apreciadas por certos setores do público europeu. Um dos filmes mais atacados desde esta perspectiva foi Gamín, (1978) de Ciro Durán um documentário sobre as crianças de rua que além de fazerem tomadas típicas da pobreza na rua sem nenhuma investigação de campo seria, se valia do posta em cena para recriar situações como a de meninos roubando rádios de automóveis. Quem encabeçaram a crítica contra esta forma de fazer cinema foram os integrantes do auto-denominado Grupo de Cáli os cineastas Carlos Mayolo e Luis Ospina que realizaram o documentário ‘’Agarrando Pueblo’’ donde faziam uma sátira da pornô-miséria. 

## FOCINE
Em 28 de julho de 1978 por meio do decreto 1924 nasce a Companhia de Fomento Cinematográfico FOCINE para administrar o Fundo de Fomento Cinematográfico que havia sido criado um ano antes. FOCINE era uma entidade adstrita ao Ministério de Comunicações que permitiu que em aproximadamente 10 anos se realizassem com apoio estatal 29 longa-metregens e um bom número de curtas-metragens e documentários, no entanto as dificuldades administrativas mal lograram a iniciativa e FOCINE teve que ser liquidada no ano de 1993. 
Dentro deste período se destacaram as produções de Carlos Mayolo, por sua exploração de linguagens não convencionais assim como as comedias de Gustavo Nieto Roa que apesar de ser consideradas pela crítica como filmes de poucas pretensões artísticas logravam importantes ingressos em bilheteria ao adaptar a fórmula do cinema mexicano que apelava aos elementos populares.

## O cinema hoje
Durante a última década do século XX depois da perda do apoio estatal com a liquidação de FOCINE, os realizadores do país voltavam suas esperanças nas co-produções com países europeus e o capital privado que muito poucas vezes investia nesses projetos, no entanto se lograram realizar alguns filmes destacadas como foram as produções do cineasta Sergio Cabrera cujo filme La estrategia del caracol colhida vários prêmios internacionais o que provocou um grande interesse do público do país superando, como poucos filmes nacionais, um milhão e meio de espectadores, por outro lado o cineasta Víctor Gaviria se destacou por seus filmes de corte social que escandalizaram a alguns setores da opinião pública para mostrar a realidade da vida das criança de rua. Para o século XXI se incrementou a produção nacional graças à lei de cinema, aprovada em 2003, neste período se tem realizado diferentes fitas que tem despertado o interesse do público local, como foi o caso de Soñar no cuesta nada de Rodrigo Triana, uma produção que alcançou cerca de um milhão e duzentos mil espectadores ou El colombian dream de Felipe Aljure que destacou por suas inovações técnicas e narrativas nunca antes vistas no cine colombiano. Alguns tem chegado a considerar este período como o renascimento do cinema colombiano e a mais clara possibilidade em toda sua historia de ter uma indústria consolidada.
e em toda sua historia de ter uma industria consolidada.

### Lei de cinema
A Lei 814 de 2003, conhecida como Lei do Cinema foi aprovada no segundo debate no plenário do senado, pelo qual: "se ditam normas para o fomento da atividade cinematográfica na Colômbia", por meio de cobrança de impostos a distribuidores, exibidores e produtores de cinema, cujo recalco estará destinado a apoiar aos realizadores de longas-metragens, curtas-metragens e documentários, assim como projetos de formação de públicos. Desses fundos são administrados por O Fundo Misto de Promoção Cinematográfica PROIMAGENES em Movimento. Devido a esta lei durante a primeira década do século XXI a produção cinematográfica tem aumentado significativamente.
cativamente.

### Ameaça a lei de cinema
Ao iniciar o segundo período presidencial, que coincidiu com o auge do cinema no país o governo de Álvaro Uribe Vélez apresentou uma reforma tributaria para ser aprovada no congresso da república, dessa reforma foi grandemente criticada por diferentes experts do setor cultural que consideraram que teria um devastador efeito não só para o cinema senão para diversas manifestações culturais e artísticas, com o que se terminaria com as vantagens da recém aprovada lei de cinema acabando una vez más com a oportunidade para a existência de uma industria cinematográfica no país. 
Finalmente em agosto de 2006, a então ministra de cultura Elvira Cuervo de Jaramillo, junto com um grupo de assessores do ministério realizou gestões junto o Ministério de Fazenda para impedir que a reforma afetara os benefícios da lei de cinema. O ministério da fazenda se comprometeu que a reforma não afetaria os benefícios da lei.
a lei.

## Projeção internacional

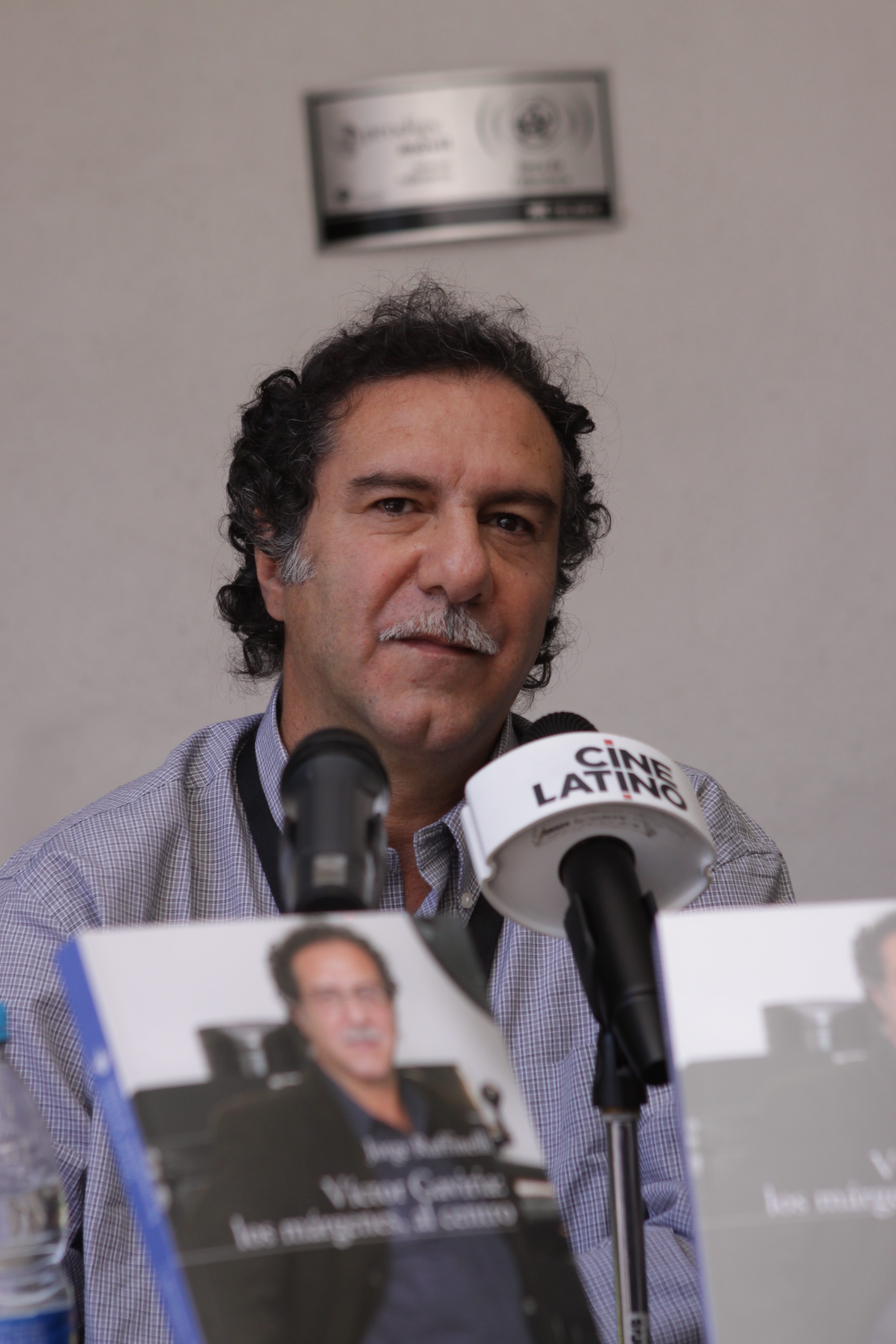
Victor Gaviria durante apresentação do livro Victor Gaviria, as Margens do Centro escrito por Jorge Rufinelli.

O cinema colombiano tem tido uma muito escassa presencia em cenários internacionais, no entanto alguns documentários dos anos 1970 lograram certo reconhecimento, tal é o caso de Chircales (1972), de Marta Rodríguez y Jorge Silva que logrou vários prêmios internacionais. No cinema argumental se tem alcançado alguns reconhecimentos no exterior especialmente nos anos 1990 quando o diretor Sergio Cabrera logrou vários prêmios com seus filme, destacando-se La estrategia del caracol (1994), porém o cineasta Víctor Gaviria logrou que seus filmes Rodrigo D: No futuro (1990), e La vendedora de rosas (1998), ganharam numerosos prêmios de prestigio internacional e chegaram a ser indicadas para a Palma de Ouro no Festival de Cinema de Cannes. Nos anos 2000 se destacou a participação a atriz Catalina Sandino Moreno na co-produção colombo-estadounidense María llena eres de gracia, Catalina logrou ganhar o Urso de Prata com a melhor interpretação feminina no Festival Internacional de Cinema de Berlim de 2004, premio que compartilharia com a atriz australiana Charlize Theron por sua interpretação em Monster, Catalina também recebeu esse mesmo ano foi indicada ao premio Oscar de melhor atriz. Outra realização internacional para o cinema colombiano vindo por parte do filme Al final del espectro de Juan Felipe Orozco, já que apesar de que esta tem tido uma difusão em nível nacional principalmente, foi vista por alguns empresários da Universal Pictures que se interessaram pela fita e realizam uma adaptação. Um dos logros importantes na atualidade para o cinema colombiano o encabeça o filme dirigida por Carlos Moreno, Perro come perro, por ser selecionada para o Festival de Cinema de Sundance.

## Cinema documental

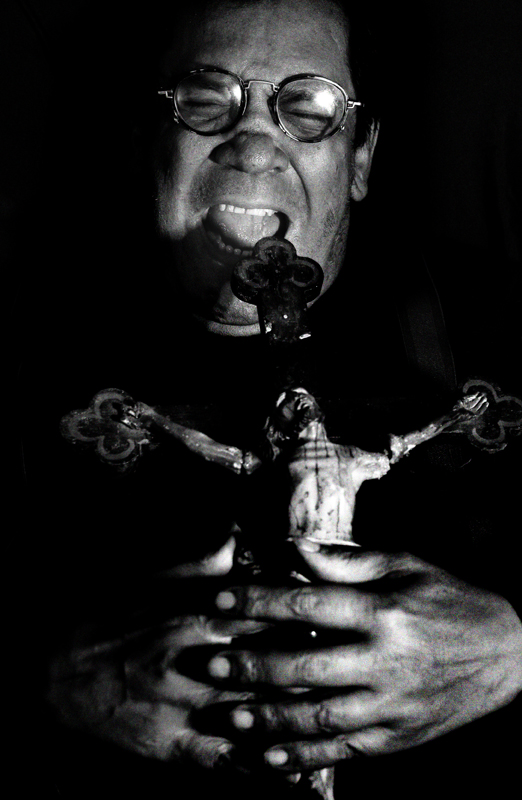
Carlos Mayolo faz parte do chamado "Grupo de Cali".

A produção documental na Colômbia tem sido variada e de qualidade. No entanto não tem sido amplamente difundida pelas barreiras que impõe a industria cinematográfica em quando a exibição e distribução do material. São poucos os espectadores interessados em ver a este material audiovisual.
Durante a década de 1970, na cidade de Cáli se viveu um grande "boom" não só referente ao cinema senão para as artes em geral, ali nasceu o chamado Grupo de Cáli do qual fariam parte Carlos Mayolo, Luis Ospina, Andrés Caicedo, Oscar Campo entre outros documentaristas e cineastas que retrataram em imagens em movimento uma cidade e umas realidades particulares. Ao mesmo tempo documentaristas como Marta Rodríguez y Jorge Silva registravam um sem fim de imagens documentais que, aproximando-se a antropologia, retratavam formas de vida e realidades desconhecidas para muitos.

## Cinema de animação
A realização do cinema de animação na Colômbia, como no resto de América Latina tem apresentado um desenvolvimento irregular e escasso e é apenas até os anos recentes onde a animação começa a adquirir importância. As primeiras iniciativas no país se geraram arredor dos anos 1970 especialmente na produção de comerciais de televisão, no entanto foi a finais desta década que surge a figura do cineasta Fernando Laverde que de maneira empírica e com escassos recursos se converte no pioneiro do Stop motion na Colômbia realizando diferentes curtos de animação que obtém reconhecimentos nacionais e internacionais. Para os anos 1980, o bogotano Carlos Santa explora o mundo da animação cinematográfica através das artes plásticas realizando em 1988 com o apoio da FOCINE o filme El pasajero de la noche e em 1994 estreia no Festival de cinema de Caracas La selva oscura, filmes que receberam importantes reconhecimentos por seu nível artístico e narrativo. Na primeira década do século XXI se gera uma grande atividade dentro da animação na Colômbia graças ao interesse das novas gerações por esta atividade e ao desenvolvimento da tecnologia; em 2003 nasce o festival de animação e videogames LOOP onde se promove e premia o trabalho dos animadores colombianos e latino-americanos. LOOP também tem adiantado desde 2003 a primeira e mais completa investigação sobre a História da animação nacional, rendendo-lhes homenagem a autores de animação comercial como Nelson Ramírez, produtor dos famosos comerciais Con mis Gudiz soy Feliz, Mano Gorgojo, Carietón Ataca e Magi-magicolor. Esta investigação foi resultado de uma premiação do Ministério da Cultura, e parte de seu resultado pode ser consultado no artigo online. "História da animação colombiana"

## Festivais
O país conta com diferentes festivais de nível nacional e internacional, dentro dos que se destacam o Festival Internacional de Cinema de Cartagena que se leva a cabo desde 1960 na cidade de Cartagena das Índias e cada ano se encarrega de premiar o melhor do cinema Ibero-americano entregando aos ganhadores a estatueta denominada Índia Catalina e o Festival de Cinema de Bogotá cuja primeira edição foi em 1984 e está especializado em premiar com o "Círculo Pré-colombiano" a novos diretores a nível mundial.

### Outros festivais
Além dos dois festivais internacionais, no país durante todo o ano se realizam encontros, mostras e festivais que promovem a formação de públicos e premiam aos realizadores locais a continuação se enumeram os mais destacados:
- Eurocine: certamente que se realiza cada ano desde 1995 no qual se exibem produções dos países europeus que não chegam ao país por meio dos circuitos de distribuição comercial, o evento é organizado pelo Goethe-Institut sede Bogotá, a delegação da comissão européia na Colômbia e a Cinemateca distrital de Bogotá.

- Festival de Cinema francês: é uma mostra do melhor do cinema francês que se realiza cada ano desde 2001 durante o mês de setembro e com o apoio da embaixada da França nas cidades de Bogotá, Medellín, Cáli e Barranquilla, inclui oficinas de conferência e encontros.

- Semana de Cinema Colombiano: a raiz da crescente produção cinematográfica no país graças a lei de cinema se inaugurou em outubro de 2006 uma mostra de cinema colombiano com a premiação por parte de um corpo de jurado internacional dos filmes, realizadores e atores mais destacados nos últimos anos. A Direção de Cinematografia do ministério de cultura tem expressado a intenção de realizar o evento cada dois anos.

- Imaginaton: É uma maratona cinematográfica de realização e exibição que se realiza cada dois anos e na que se convida a participar a profissionais e aficcionados de todas as idades e de qualquer nacionalidade em sete cidades do país na realização de um filminuto em plano seqüência, os melhores são selecionados e premiados por um jurado especializado. O Evento é organizado por Laboratórios Black Velvet, empresa dedicada a análises e desenvolvimento do entretenimento audiovisual.

- Festival de Cinema e Vídeo de Santa Fé de Antioquia: é um festival que se leva a cabo desde março do ano 2000 pela Corporação de Cinema e Vídeo de Santa Fe de Antioquia e é dirigido pelo cineasta Víctor Gaviria com o propósito de promover a produção audiovisual e a formação de públicos na região de Antioquia ainda podem participar realizadores de todo o país.

- MUDA Colômbia: A Mostra Universitária de Audiovisuais, MUDA Colômbia é um concurso que se realiza cada ano onde se premia o melhor dos trabalhos universitários assim como as melhores práticas pedagógicas propostas por professores das escolas do cinema do país.

- IN VITRO VISUAL: É um dos eventos relacionados com o curta-metragem que mais se tem consolidado na Colômbia, apresenta curtas colombianos as terças e estrangeiros as quintas, escolhidos a partir de uma convocatória anual na que também existe um jurado de reconhecida trajetória. Ao final do ano se realiza uma premiação onde se entregam as estatuetas oficiais do evento (SANTA LUCIA) e também prêmios em efetivo. Este evento é organizado por In Vitro Produções e Laboratórios Black Velvet.

- Festival Latino-americano de Animação & Videojogos: é um festival de animação que busca incentivar a jovens realizadores, que trabalham, maiormente com ferramentas digitais com projeção nacional e internacional. O site web do festival tem criado uma comunidade que fomenta a aprendizagem e divulgação dos trabalhos.

- Ciclo Rosa: é uma jornada acadêmica com mostra cinematográfica sobre diversidade sexual que se realiza em Bogotá e Medellín desde o ano 2001. É um espaço para compartilhar distintas miradas e posições sobre as sexualidades e identidades de gênero.

## Exibição e distribuição
Na Colômbia existem cinco grandes exibidores de cinema comercial em sua ordem: Cine Colômbia, Cinemark, Procinal, Cinépolis e Royal Films além de vários exibidores independentes dentro dos que se destacam Babilla Cine, a Cinemateca Distrital de Bogotá, a sala de cinema Los Acevedos do Museu de Arte Moderno de Bogotá e o Cine Club El Muro na capital, assim como outros cineclubes em diferentes cidades do país.
ntes cidades del país.

### Estreias na Colômbia
A seguinte tabela apresenta as estatísticas comparativas das estreias do cinema nacional frente ao cinema estrangeiro a nível nacional, publicadas pelo Fundo Misto de Promoção Cinematográfica, (Proimagenes em movimento), com base nas seguintes fontes:
| Ano  | Estreias colombianas | Estreias estrangeiras | Total estreias | Porcentagem de estreias colombianos |
| ---- | -------------------- | --------------------- | -------------- | ----------------------------------- |
| 1993 | 2                    | 274                   | 276            | 0.72%                               |
| 1994 | 1                    | 267                   | 268            | 0.37%                               |
| 1995 | 2                    | 249                   | 251            | 0.805                               |
| 1996 | 3                    | 270                   | 273            | 1.10%                               |
| 1997 | 1                    | 251                   | 252            | 0.40%                               |
| 1998 | 6                    | 237                   | 243            | 2.47%                               |
| 1999 | 3                    | Não disponivél        | Não disponivél | Não disponivél                      |
| 2000 | 4                    | 200                   | 204            | 1.96%                               |
| 2001 | 7                    | 196                   | 203            | 3.45%                               |
| 2002 | 8                    | 176                   | 180            | 2.22%                               |
| 2003 | 5                    | 170                   | 175            | 2.86%                               |
| 2004 | 8                    | 159                   | 167            | 4.79%                               |
| 2005 | 8                    | 156                   | 164            | 4.88%                               |
| 2006 | 8                    | 154                   | 162            | 4.94%                               |
| 2007 | 12                   | 186                   | 198            | 6.06%                               |

- 1993 - 1999, "Impacto do setor fonográfico sobre a economia colombiana: situação atual e perspectivas" Zuleta, Jaramillo, Reina, Fedesarrollo, 2003.

- 2000 - 2006, Direção de Cinematografia, Cinecolômbia